# Серранилья
Банка Серранилья (исп. Isla Serranilla) — частично затопленный риф с небольшими необитаемыми островками в западной части Карибского моря. Расположен примерно в 350 км к северо-востоку от Никарагуа и примерно в 280 км к юго-западу от Ямайки. Ближайший соседний остров — Бахо-Нуэво, расположенный в 110 км к востоку.

## География
Банка Серранилья — это бывший атолл, ныне в основном затопленный, состоящий из мелководных рифов. Банка Серранилья имеет длину около 40 км и ширину около 32 км, занимая площадь более 1200 квадратных километров и почти полностью находясь под водой. Три небольших рифа и две скалы возвышаются над водой, образуя острова Вест-Брейкер, Мидл-Кей, Ист-Кей, Бикон-Кей и Норт-Ист-Брейкер. Острова покрыты редкой растительностью в виде кустарников и небольших деревьев.

## Политический статус
Риф является предметом территориального спора о суверенитете Колумбии, Никарагуа и США. В настоящее время находится в ведении Колумбии и административно включен в департамент Колумбии Сан-Андрес-и-Провиденсия.
Претензии Гондураса на риф были сняты в 1986 году, когда две страны утвердили договор, устанавливающий их морские границы. Претензии Ямайки на риф были сняты в 1993, после того как она признала колумбийский контроль над рифом. В 2012 году Международный суд ООН отклонил претензию Никарагуа и подтвердил суверенитет Колумбии над рифом, при этом в решении не рассматривалась и не упоминалась претензия США на риф.
США претендуют на риф с 1879 года на основании закона о гуано. От большинства претензий на острова в этом регионе США официально отказались, подписав договор с Колумбией в 1972 году. Однако острова Бахо-Нуэво и Банка Серранилья не были упомянуты в договоре, и не подпадают под его условия. Соединенные Штаты рассматривают острова Бахо-Нуэво и Банка Серранилья как неинкорпорированную неорганизованную территорию США.